# Henry Wadsworth Longfellow
Henry Wadsworth Longfellow (27 tháng 2 năm 1807 – 24 tháng 3 năm 1882), sinh ra tại Portland, Maine (sau này là một phần của tiểu bang Massachusetts) là một nhà thơ Mỹ, tác giả của nhiều tập thơ nổi tiếng: The Song of Hiawatha (Bài ca về Hiawatha), A Psalm of Life (Bản thánh ca của cuộc đời), Excelsior... Ông còn là tác giả của bản dịch La Divina Commedia ra tiếng Anh được cho là hay nhất. Ông cũng là một trong năm nhà thơ tiêu biểu của văn thơ Mỹ đương thời.

## Tiểu sử
Henry Wadsworth Longfellow sinh ở Portland, Maine. Năm 1825, sau khi học xong Bowdoin College, ông được mời làm giáo sư dạy các ngôn ngữ mới. Chuẩn bị cho công việc này, ông lên đường sang châu Âu, đến các nước Pháp, Tây Ban Nha, Ý, Đức để học tiếng và nghiên cứu về văn hoá, lịch sử của các nước này. Từ năm 1829 đến năm 1835, ông dạy ở Bowdoin College. Năm 1831 ông cưới vợ và xuất bản tập thơ Outre-Mer (Ở nước ngoài). Năm 1835, Đại học Harvard mời ông dạy các ngôn ngữ mới và ông lại lên đường sang châu Âu du lịch. Vợ ông mất trong thời kỳ này, ông trở về Mỹ năm 1836, dạy ở Đại học Harvard đến năm 1854.

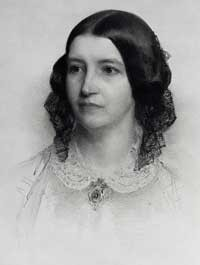
Fanny Appleton Longfellow

Tập thơ đầu tiên Voices of the Night (Giọng của đêm, 1839) có bài thơ A Psalm of Life làm cho Longfellow trở thành nhà thơ nổi tiếng trong tất cả mọi tầng lớp của xã hội. Tập thơ Ballads and Other Poems (Những bài ballad và những bài thơ khác, 1842) có bài thơ Excelsior cũng là một bài thơ rất nổi tiếng. Năm 1843 ông cưới vợ lần thứ hai và tiếp tục sáng tác nhiều. Năm 1861 vợ thứ hai của ông lại qua đời, Longfellow rất buồn và đau khổ nhưng vẫn sáng tác đều. Ông bỏ ra nhiều năm để dịch trọn vẹn bộ La Divina Commedia (Thần khúc) của Dante Alighieri ra tiếng Anh, được đánh giá là bản dịch tốt nhất trong số rất nhiều bản dịch ra tiếng Anh. Những năm cuối đời ông bị bệnh khớp nhưng vẫn luôn thoải mái tâm hồn và vẫn làm việc nhiều. Ông mất ở Cambridge, Massachusetts năm 1882. Henry Wadsworth Longfellow là nhà thơ rất nổi tiếng không chỉ ở Mỹ mà cả ở nước ngoài. Ở Việt Nam mới chỉ có một số bài thơ của Longfellow được dịch ra tiếng Việt.

## Sự nghiệp sáng tác
Longfellow đã nghỉ hưu thôi không giảng dạy vào năm 1854 để tập trung vào các tác phẩm của mình. Ông dành thời gian còn lại của cuộc sống của mình ở vùng Cambridge, Massachusetts. Về gia đình, người vợ đầu tiên của ông là Mary Potter, đã qua đời vào năm 1835 sau khi sẩy thai. Người vợ thứ hai, Frances Appleton, đã qua đời vào năm 1861 vì một tai nạn hỏa hoạn. Sau khi bà qua đời, Longfellow đã ảnh hưởng không nhỏ đến việc sáng tác của ông. Longfellow qua đời vào năm 1882.
Nhà thơ Longfellow chủ yếu là viết những bài thơ trữ tình được biết đến với sự phổ nhạc và phong cách thường được trình bày là đề tài, câu chuyện về thần thoại và truyền thuyết. Ông trở thành nhà thơ nổi tiếng nhất của Mỹ và ở nước ngoài. Tuy nhiên ông cũng bị phê bình vì phong cách hơi giống phong cách thơ văn ở châu Âu và hơi khó hiểu đối với quần chúng bình dân.

## Tác phẩm
- Coplas de Don Jorge Manrique (Bản dịch từ tiếng Tây Ban Nha, 1833)
- Outre-Mer: A Pilgrimage Beyond the Sea (Ở nước ngoài: Chuyến hành hương qua biển, 1835)
- Voices of the Night: Ballads; and other Poems (Giọng của đêm, 1839)
- Ballads and Other Poems (Những bài ballad và những bài thơ khác, 1842)
- The Spanish Student (Sinh viên Tây Ban Nha, kịch 3 hồi, 1843)
- Poets and Poetry of Europe (Các nhà thơ và thơ ca châu Âu, bản dịch, 1844)
- Evangeline: A Tale of Acadie (Câu chuyện Acadie, trường ca sử thi, 1847)
- The Golden Legend (Truyền thuyết vàng, bi kịch thơ, 1851)
- The Song of Hiawatha (Bài ca về Hiawatha, trường ca sử thi, 1855)
- The Courtship of Miles Standish and Other Poems (Lời tỏ tình của Miles Standish, 1858)
- Dante's Divine Comedy (Thần khúc của Dante, dịch, 1867)
- The New England Tragedies (Những bi kịch New England, 1868)
- Three Books of Song (Ba quyển sách bài ca, 1872)

## Một số bài thơ tiêu biểu
| Excelsior The shades of night were falling fast, As through an Alpine village passed A youth, who bore, 'mid snow and ice, A banner with the strange device, Excelsior! His brow was sad; his eye beneath, Flashed like a falchion from its sheath, And like a silver clarion rung The accents of that unknown tongue, Excelsior! In happy homes he saw the light Of household fires gleam warm and bright; Above, the spectral glaciers shone, And from his lips escaped a groan, Excelsior! "Try not the Pass!" the old man said: "Dark lowers the tempest overhead, The roaring torrent is deep and wide! And loud that clarion voice replied, Excelsior! "Oh stay," the maiden said, "and rest Thy weary head upon this breast!" A tear stood in his bright blue eye, But still he answered, with a sigh, Excelsior! "Beware the pine-tree's withered branch! Beware the awful avalanche!" This was the peasant's last Good-night, A voice replied, far up the height, Excelsior! At break of day, as heavenward The pious monks of Saint Bernard Uttered the oft-repeated prayer, A voice cried through the startled air, Excelsior! A traveller, by the faithful hound, Half-buried in the snow was found, Still grasping in his hand of ice That banner with the strange device, Excelsior! There in the twilight cold and gray, Lifeless, but beautiful, he lay, And from the sky, serene and far, A voice fell, like a falling star, Excelsior! Mezzo Cammin Half of my life is gone, and I have let The years slip from me and have not fulfilled The aspiration of my youth, to build Some tower of song with lofty parapet. Not indolence, nor pleasure, nor the fret Of restless passions chat would not be stilled, But sorrow, and a care that almost killed, Kept me from what I may accomplish yet; Though, half way up the hill, I see the Past Lying beneath me with its sounds and sights,-- A city in the twilight dim and vast, With smoking roofs, soft bells, and gleaming lights.-- And hear above me on the autumnal blast The cataract of Death far thundering from the heights. A Psalm Of Life Tell me not, in mournful numbers, Life is but an empty dream! For the soul is dead that slumbers, And things are not what they seem. Life is real! Life is earnest! And the grave is not its goal; Dust thou art, to dust returnest, Was not spoken of the soul. Not enjoyment, and not sorrow, Is our destined end or way; But to act, that each to-morrow Find us farther than to-day. Art is long, and Time is fleeting, And our hearts, though stout and brave, Still, like muffled drums, are beating Funeral marches to the grave. In the world’s broad field of battle, In the bivouac of Life, Be not like dumb, driven cattle! Be a hero in the strife! Trust no Future, howe’er pleasant! Let the dead Past bury its dead! Act,— act in the living Present! Heart within, and God o’erhead! Lives of great men all remind us We can make our lives sublime, And, departing, leave behind us Footprints on the sands of time; Footprints, that perhaps another, Sailing o’er life’s solemn main, A forlorn and shipwrecked brother, Seeing, shall take heart again. Let us, then, be up and doing, With a heart for any fate; Still achieving, still pursuing, Learn to labor and to wait. The Arrow And The Song I shot an arrow into the air, It fell to earth, I knew not where; For, so swiftly it flew, the sight Could not follow it in its flight. I breathed a song into the air, It fell to earth, I knew not where; For who has sight so keen and strong, That it can follow the flight of song? Long, long afterward, in an oak I found the arrow, still unbroke; And the song, from beginning to end, I found again in the heart of a friend. | Cao hơn Trên con đường bóng đêm và băng giá Một chàng trai đi lên núi An-pơ Mặc tuyết rơi, trong tay một lá cờ Với dòng chữ đề vô cùng xa lạ: Cao hơn! Vầng trán mang nét buồn vì suy nghĩ Nhưng ánh mắt sắc như một lưỡi gươm Và nghe như tiếng kèn bạc vang lên Một ngôn ngữ không ai hay biết cả: Cao hơn! Những ánh đèn trong những nhà hạnh phúc Bếp lửa gia đình ấm áp gọi mời Nhưng bóng ma và băng giá ngoài trời Bờ môi chàng như thì thào: cứ mặc Cao hơn! Một ông già bảo chàng: "Không đi được! Nơi ấy bóng đêm, tuyết lở, sông băng Chảy cuồn cuộn và rộng lớn mênh mông!" Nhưng lại vẫn câu trả lời dứt khoát: Cao hơn! Cô gái gọi: "Em xin chàng dừng bước Hãy áp mái đầu trên ngực của em!" Trong đôi mắt chàng ánh sáng màu xanh Nhưng câu đáp lại như lời thổn thức: Cao hơn! "Hãy coi chừng những cành thông khô đấy! Và sông băng, tuyết lở hãy coi chừng!" Một người nông dân kêu lên với chàng Nhưng giọng trả lời từ trên cao ấy: Cao hơn! Ở đèo Sait-Bernard chàng gặp nạn Khi đi lên cao, vào buổi cầu kinh Những lời cầu nguyện dường như lặng ngừng Một giọng nói giữa không trung vang vọng: Cao hơn! Xác kẻ du hành vùi trong tuyết phủ Chỉ chó tìm ra sau một thời gian Vẫn lá cờ nguyên vẹn trong tay chàng Với dòng chữ đề vô cùng xa lạ: Cao hơn! Giờ ở đó, giữa lạnh lùng màu xám Chàng yên giấc với vẻ đẹp tuyệt vời Từ bầu trời sáng sủa và xa xôi Một giọng nói như ngôi sao rụng xuống: Cao hơn! Mezzo Cammin Đến nửa đường đời, tôi để mất dấu vết Của tháng ngày qua. Xúc cảm ở đâu rồi Đâu khát khao thời tuổi trẻ, để xây Một lâu đài của bài ca cao vút. Đâu phải biếng lười và phải đâu hạnh phúc Đâu mê say, yêu tha thiết nồng nàn Nhưng nỗi buồn có lẽ tự lúc sinh Là lo lắng, là tai ương, chết chóc. Từ nửa đường lên đồi, tôi nhìn thấy Quá khứ dưới chân, tất cả tối mù Và thành phố mịt mờ trong lửa khói Chỉ tiếng kêu than, niềm vui chẳng thấy Nghe trên đầu tôi, trong ngọn gió thu Dòng thác Chết ầm ầm trên cao ấy**. Bản Thánh ca của cuộc đời Xin đừng nói bằng một giọng u buồn Rằng cuộc đời là một giấc mơ suông! Linh hồn chết là linh hồn thiu ngủ Nghĩa sâu xa của đời sống còn không. Đời là thực! Đời là một chiến công Thân mất đi nhưng linh hồn còn mãi “Thân cát bụi lại trở về cát bụi” Lời trên đây không phải nói về hồn. Không buồn khổ và cũng không hưởng lạc Mà mục tiêu ta sống ở đời này Vì ngày mai đẹp hơn ngày hôm nay Cuộc đời giục ta đi về phía trước. Nghệ thuật dài lâu, thời gian có ít Đừng để mất trong đó một điều gì Hãy nhớ rằng tiếng kèn của đám ma Là tiếng tim ta liên hồi đang đập. Trong cuộc sống nhiều chông gai thử thách Và cuộc đời riêng ngắn ngủi, tầm thường Chớ làm một kẻ nô lệ đáng thương Mà anh hùng, thử thách qua trận mạc. Đừng than khóc điều gì trong quá khứ Hay ước ao gì đó ở tương lai Mà hãy hành động vì ngày hôm nay Tin sức mình, và chỉ tin ở Chúa. Những chiến công của bao người vĩ đại Thúc giục ta đi tiếp một con đường Mà rồi đây trên cát của thời gian Dấu chân mình, biết đâu, ta để lại. Dấu chân ấy một ngày mai có thể Giúp được những người lầm lạc đau thương Nhìn thấy giấu chân họ sẽ vững lòng Và khơi dậy niềm phấn khích trong họ. Vậy thì chúng ta đứng lên hành động Hãy tận tâm với công việc hết mình Biết học hỏi trong lao động quang vinh Và đợi chờ một ngày vui sẽ đến. Mũi tên và bài ca Tôi phóng lên trời một mũi tên Mũi tên rơi nơi nào không biết được Thật uổng phí ánh mắt tôi dõi nhìn Lao vút nhanh rồi mũi tên mất hút. Và tôi thả bài ca vào trời xanh Không biết được lời bay đi đâu đó Có ai thấy, có ai biết được rằng Ở nơi nào bài ca trong ngọn gió. Mãi sau đó rất lâu, trên cây sồi Tôi tìm thấy mũi tên còn nguyên vẹn Và bài ca vẫn đầy đủ những lời Tôi tìm thấy trong con tim người bạn. Bản dịch của Nguyễn Viết Thắng |

## Câu nói
| “ | Hãy cho những gì bạn có. Dù sao đối với ai đó, nó vẫn tốt hơn là bạn chỉ dám nghĩ. | ” |